# Heinrich der Teichner

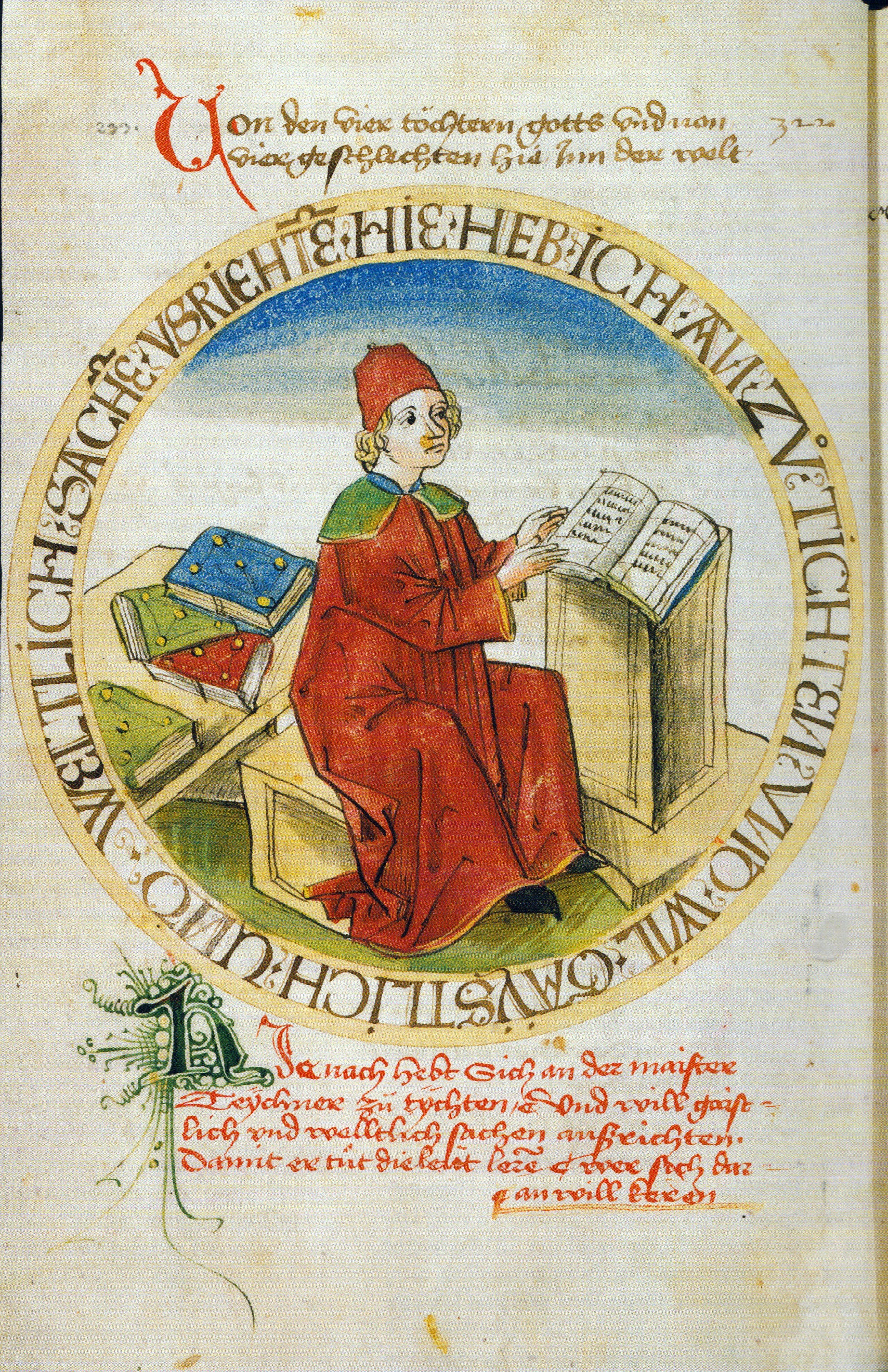
Heinrich der Teichner, illustration från 1400-talet.

Heinrich der Teichner, född omkring 1310, död före 1378, var en tysk medeltidsskald.
Heinrich levde i Wien och författade 1350–70. Hans gnomiska dikter (omkring 700 med omkring 70 000 versrader) räknas till det bästa, som medeltiden frambragte i lärodiktsväg.